# Т-80БВМ
Т-80БВМ — російський основний бойовий танк сімейства Т-80.  Являє собою модернізацію танка Т-80БВ, прийнятого на озброєння у 1985 році. Розроблений та виробляється Омським заводом транспортного машинобудування.

## Опис
Т-80БВМ — це варіант модернізації танка Т-80БВ, що розроблений Омським заводом транспортного машинобудування, та (як стверджує виробник) забезпечує підвищення його основних бойових якостей: вогневої потужності, захищеності, рухливості і командної керованості, подальшу підтримку його життєвого циклу підприємствами промисловості.
Модернізація включає установку багатоканального прицілу навідника «Сосна-У», що включає візирний, тепловізійний, далекомірний канали, а також канал керування ракетою. На танк встановлена 125 мм гармата 2А46М-4, стабілізатор озброєння 2Е58 і прилад спостереження механіка-водія ТВН-5. Механізм заряджання доопрацьований під розміщення бронебійних боєприпасів зі збідненим ураном (3БМ59 «Свинец-1» і 3БМ60 «Свинец-2»).
Підвищення командної керованості забезпечено установкою УКХ-радіостанції Р-168-25У-2 «Акведук». Для захисту від вогню противника машина оснащена протикумулятивними гратчастими екранами і комплексом модульного динамічного захисту «Релікт». Також танк отримав доопрацьований газотурбінний двигун ГТД-1250. Бойова маса машини складає 46 т.

### Засоби спостереження та зв'язку

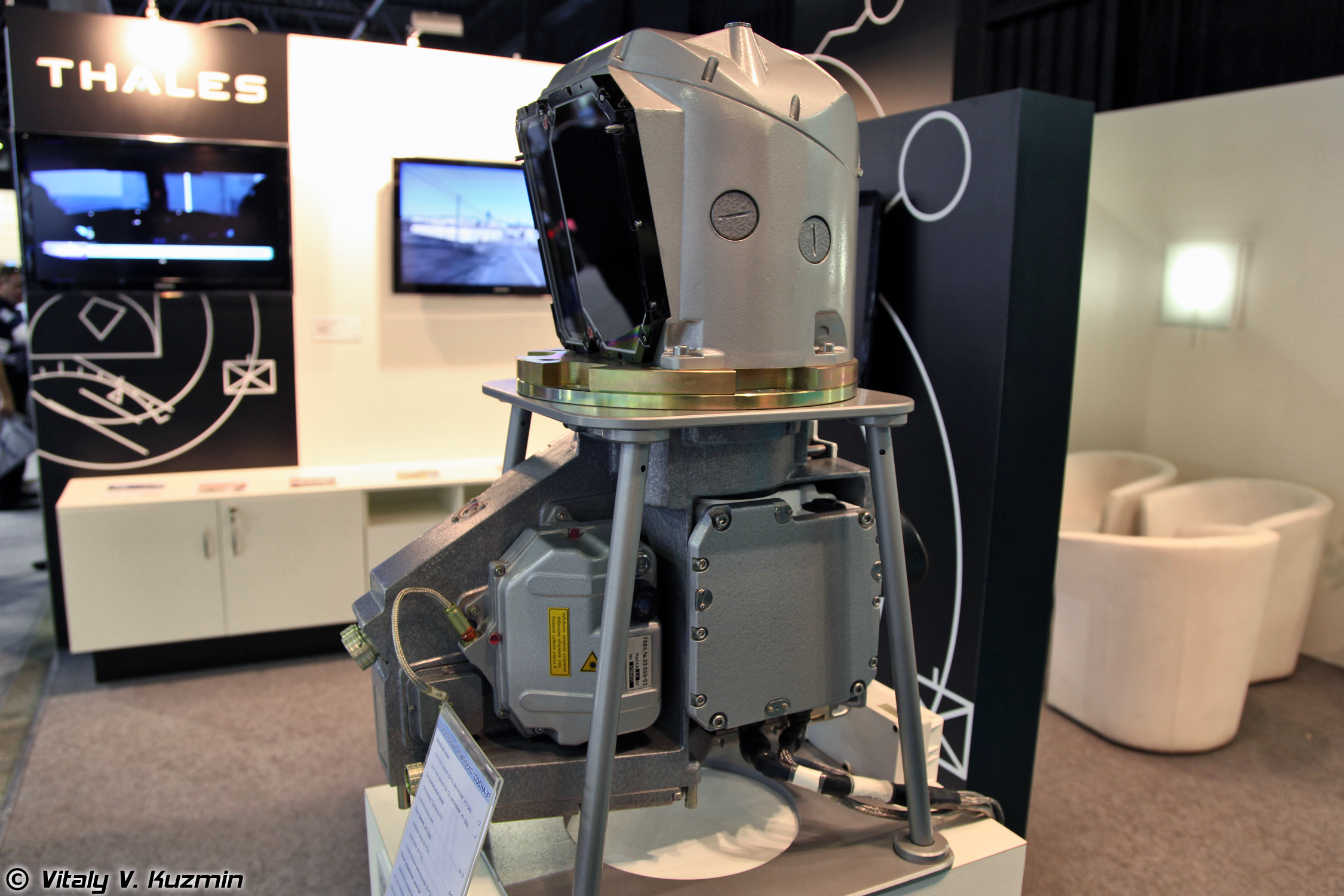
Приціл «Сосна-У»

На танк встановлено багатоканальний приціл ПНМ Сосна-У, розроблений білоруським підприємством ВАТ «Пеленг» що випускається вологодським АТ «ВОМЗ», до складу якого входить автомат супроводу цілі (АСЦ) і тепловізійний канал з камерою Thales Catherine FC. Такий же приціл встановлено на Т-72Б3..

### Двигун
На Т-80БВМ встановлено газотурбінний двигун ГТД-1250, створений на основі авіаційних напрацювань на заводі ім. В.Я. Климова (нині «ОДК-Клімов»). Потужність двигуна складає 1250 к. с. Максимальна швидкість -  до 80 км/год по шосе.

### Захищеність
На танк встановлено динамічний захист  Релікт.

### Озброєння
Основним озброєнням є 125-мм гладкоствольна гармата 2А46М-4 з покращеною балістикою та ресурсом. Завдяки модернізації АЗ, з'явилася можливість використовувати нові «подовжені» бронебійні підкаліберні снаряди типу «Свинець-1/2». Боєкомплект: 45 снарядів. Скорострільність: 8 пострілів/хв. 

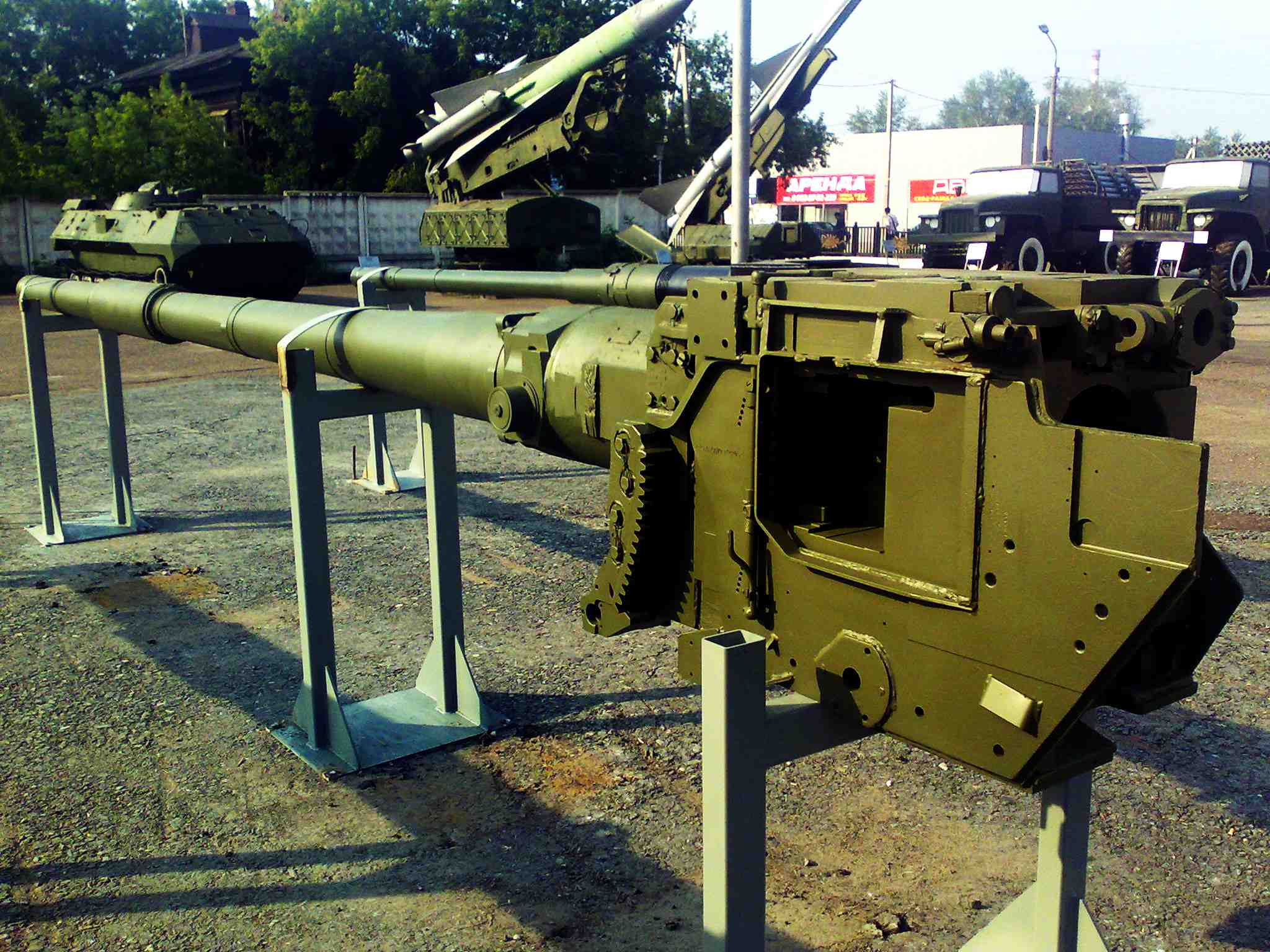
125-мм гармата 2A46

Додаткове озброєння складається із 2 кулеметів: один 12,7-мм НСВТ, один 7,62-мм ПКТ. 

## Модифікації
У січні 2023 року стало відомо про появу нової модифікації танка з умовною назвою «Т-80БВМ зразка 2022 року». Ця модель відрізняється посиленим динамічним захистом (зокрема, встановлено блоки ДЗ на бризковиках над натяжними котками, як у Т-72Б3 зр. 2022). Також танк втратив режим ведення вогню командиром танка, погодний датчик і тепловізійний приціл «Сосна-У», який значною мірою залежав від західних запчастин, на його заміну прийшов 1ПН96МТ-02, що раніше встановлювався на ББМ.

## Критика
В серпні 2020 року під час демонстрацій своїх можливостей на оборонному форумі «Армія-2020» на підмосковному полігоні «Алабіно» стався конфуз: танк мав вразити цілі за допомогою керованих протитанкових ракет 9M119, проте екіпаж танку не зміг цього зробити — три промахи з трьох.

## Бойове застосування
Застосовується російськими військами під час повномасштабного вторгнення РФ в Україну. Деякі Т-80, включаючи танки модифікації Т-80БВМ, були кинуті та захоплені українськими військами, або знищені за допомогою протитанкових ракетних комплексів, артилерії, мінометів та БПЛА, у тому числі внаслідок детонації боєкомплекту з відривом башти. Загалом станом на 29 січня 2023 відомо про втрату російськими загарбниками 371 Т-80 різних модифікацій, серед них 62 Т-80БВМ.

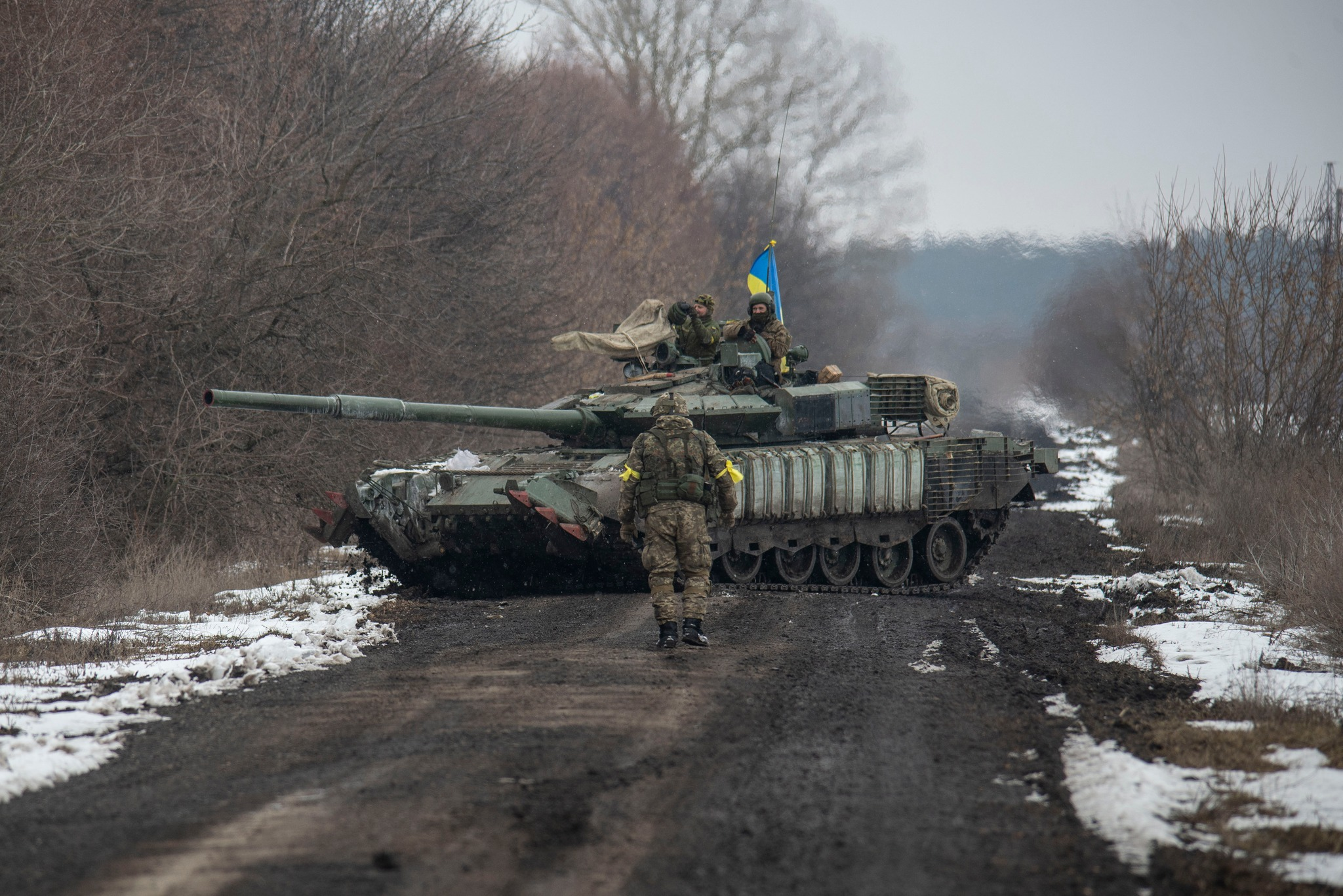
Трофейний Т-80БВМ, захоплений українськими військами

## Оператори
Росія:
- Сухопутні війська — 100 Т-80БВМ станом на 2023 рік [14]
- Берегові війська ВМФ — 50 одиниць Т-80БВМ станом на 2023 рік [15]

 Україна:
- Деяка кількість захоплена як трофеї під час вторгнення Росії в Україну [16].